# Crazy Taxi: City Rush
Crazy Taxi: City Rush es un videojuego de carreras gratuito desarrollado por Hardlight y publicado por Sega para iOS y Android.

## Jugabilidad
En Crazy Taxi: City Rush, los jugadores no tienen un control directo de la velocidad del vehículo. La carretera se divide en varios carriles, y los controles deslizantes se utilizan para activar un cambio de carril. Al tocar el lado izquierdo o derecho de la pantalla, el taxi tomará un giro si aparece en un cruce. Para ganar dinero en efectivo en el juego, los jugadores pueden elegir entre misiones de historia y trabajos secundarios. El objetivo principal en la mayoría de ellos es recoger a una determinada persona y llevarla de manera segura a su destino antes de que expire el límite de tiempo. Todos los autos en el juego tienen diferentes estadísticas de manejo y velocidad, y se pueden actualizar y pintar en cualquier momento. Después de que los jugadores hagan una selección inicial del conductor y el vehículo, City Rush iniciará un tutorial con el propósito de enseñar el esquema de control.

## Desarrollo
Kenji Kanno, el creador de la serie Crazy Taxi, pensó que el formato era perfecto para el corto período de atención de las personas que jugaban juegos móviles. Pensó que "City Rush" necesitaba ser completamente adecuado para plataformas móviles, lo que provocó que el desarrollo comenzara desde cero. La idea era centrarse en la simplicidad y los elementos casuales que tenían los juegos originales. Kanno se acercó a Hardlight cuando estaban terminando el desarrollo de Sonic Dash. Desarrollaron un prototipo, con el concepto inicial diseñado por Kanno como base. A lo largo del desarrollo, el equipo se reunió con Kanno varias veces para discutir diferentes aspectos del juego, como la estructura principal, el ritmo de las misiones, la progresión de los jugadores y la música utilizada. Hardlight tuvo múltiples iteraciones diferentes del sistema de control antes de establecerse en el modelo de tocar y deslizar, causado por la falta de una entrada física. Debido a que hubo un cambio de las consolas a un juego móvil con el motor Unity, se vieron obligados a realizar algunos cambios radicales, como la eliminación de la función de mundo abierto.
Sega finalizó el desarrollo de Crazy Taxi: City Rush el 24 de marzo de 2021.

## Recepción
Crazy Taxi: City Rush recibió críticas "mixtas o promedio" de los críticos, con una puntuación total de 63/100 en Metacritic.